# ミクロン精密
ミクロン精密株式会社（ミクロンせいみつ）は、山形県山形市に本社を置く、グラインダー（研削盤）およびその周辺装置の設計、製造、販売を行う企業である。

## 沿革
- 1958年 -  中川精機株式会社の山形工場として創業。
- 1961年 -  中川精機製造株式会社を設立。
- 1968年 -  現社名に変更。
- 2005年 -  ジャスダック上場。
- 2010年 -  ジャスダック証券取引所と大阪証券取引所の合併に伴い、大阪証券取引所JASDAQ市場に上場
- 2013年 -  大阪証券取引所と東京証券取引所の市場統合により、東京証券取引所JASDAQ市場に上場